# Herophydrus confusus
Herophydrus confusus är en skalbaggsart som beskrevs av Régimbart 1895. Herophydrus confusus ingår i släktet Herophydrus och familjen dykare. Inga underarter finns listade i Catalogue of Life.